# Eurispa albipennis
Eurispa albipennis is een keversoort uit de familie bladkevers (Chrysomelidae). De wetenschappelijke naam van de soort werd in 1848 gepubliceerd door Ernst Friedrich Germar.